# Grand Prix Miasta Meksyk 2021
Grand Prix Miasta Meksyk 2021, oficjalnie Formula 1 Gran Premio de la Ciudad de México 2021 – osiemnasta runda Mistrzostw Świata Formuły 1 w sezonie 2021. Grand Prix odbywa się w dniach 5–7 listopada 2021 na torze Autódromo Hermanos Rodríguez w mieście Meksyk. Wyścig wygrał Max Verstappen (Red Bull), a na podium kolejno stanęli Lewis Hamilton (Mercedes) oraz Sergio Pérez (Red Bull). Po starcie z pole position Valtteri Bottas (Mercedes) ukończył wyścig na piętnastym miejscu.

## Lista startowa
| Nr          | Kierowca           | Zespół                                  | Samochód                          | Silnik                      | Opony |
| ----------- | ------------------ | --------------------------------------- | --------------------------------- | --------------------------- | ----- |
| 3           | Daniel Ricciardo   | McLaren F1 Team                         | McLaren MCL35M                    | Mercedes-AMG F1 M12 1,6 V6T | P     |
| 4           | Lando Norris       | McLaren F1 Team                         | McLaren MCL35M                    | Mercedes-AMG F1 M12 1,6 V6T | P     |
| 5           | Sebastian Vettel   | Aston Martin Cognizant Formula One Team | Aston Martin AMR21                | Mercedes-AMG F1 M12 1,6 V6T | P     |
| 6           | Nicholas Latifi    | Williams Racing                         | Williams FW43B                    | Mercedes-AMG F1 M12 1,6 V6T | P     |
| 7           | Kimi Räikkönen     | Alfa Romeo Racing ORLEN                 | Alfa Romeo C41                    | Ferrari 065/6 1,6 V6T       | P     |
| 9           | Nikita Mazepin     | Uralkali Haas F1 Team                   | Haas VF-21                        | Ferrari 065/6 1,6 V6T       | P     |
| 10          | Pierre Gasly       | Scuderia AlphaTauri Honda               | AlphaTauri AT02                   | Honda RA621H 1,6 V6T        | P     |
| 11          | Sergio Pérez       | Red Bull Racing Honda                   | Red Bull RB16B                    | Honda RA621H 1,6 V6T        | P     |
| 14          | Fernando Alonso    | Alpine F1 Team                          | Alpine A521                       | Renault E-Tech 20B 1,6 V6T  | P     |
| 16          | Charles Leclerc    | Scuderia Ferrari Mission Winnow         | Ferrari SF21                      | Ferrari 065/6 1,6 V6T       | P     |
| 18          | Lance Stroll       | Aston Martin Cognizant Formula One Team | Aston Martin AMR21                | Mercedes-AMG F1 M12 1,6 V6T | P     |
| 22          | Yūki Tsunoda       | Scuderia AlphaTauri Honda               | AlphaTauri AT02                   | Honda RA621H 1,6 V6T        | P     |
| 31          | Esteban Ocon       | Alpine F1 Team                          | Alpine A521                       | Renault E-Tech 20B 1,6 V6T  | P     |
| 33          | Max Verstappen     | Red Bull Racing Honda                   | Red Bull RB16B                    | Honda RA621H 1,6 V6T        | P     |
| 44          | Lewis Hamilton     | Mercedes-AMG Petronas Formula One Team  | Mercedes-AMG F1 W12 E Performance | Mercedes-AMG F1 M12 1,6 V6T | P     |
| 47          | Mick Schumacher    | Uralkali Haas F1 Team                   | Haas VF-21                        | Ferrari 065/6 1,6 V6T       | P     |
| 55          | Carlos Sainz Jr.   | Scuderia Ferrari Mission Winnow         | Ferrari SF21                      | Ferrari 065/6 1,6 V6T       | P     |
| 63          | George Russell     | Williams Racing                         | Williams FW43B                    | Mercedes-AMG F1 M12 1,6 V6T | P     |
| 77          | Valtteri Bottas    | Mercedes-AMG Petronas Formula One Team  | Mercedes-AMG F1 W12 E Performance | Mercedes-AMG F1 M12 1,6 V6T | P     |
| 99          | Antonio Giovinazzi | Alfa Romeo Racing ORLEN                 | Alfa Romeo C41                    | Ferrari 065/6 1,6 V6T       | P     |
| Źródło: FIA |                    |                                         |                                   |                             |       |

## Wyniki

### Zwycięzcy sesji treningowych
| Sesja       | Nr | Kierowca        | Konstruktor | Czas     | Okr. |
| ----------- | -- | --------------- | ----------- | -------- | ---- |
| 1           | 77 | Valtteri Bottas | Mercedes    | 1:18,341 | 28   |
| 2           | 33 | Max Verstappen  | Red Bull    | 1:17,301 | 28   |
| 3           | 11 | Sergio Pérez    | Red Bull    | 1:17,024 | 15   |
| Źródło: FIA |    |                 |             |          |      |

### Kwalifikacje
| P                    | Nr | Kierowca           | Konstruktor           | Czasy w kwalifikacjach | Czasy w kwalifikacjach | Czasy w kwalifikacjach | Poz. s. |
| P                    | Nr | Kierowca           | Konstruktor           | Q1                     | Q2                     | Q3                     | Poz. s. |
| -------------------- | -- | ------------------ | --------------------- | ---------------------- | ---------------------- | ---------------------- | ------- |
| 1                    | 77 | Valtteri Bottas    | Mercedes              | 1:16,727               | 1:16,864               | 1:15,875               | 1       |
| 2                    | 44 | Lewis Hamilton     | Mercedes              | 1:17,207               | 1:16,474               | 1:16,020               | 2       |
| 3                    | 33 | Max Verstappen     | Red Bull Racing-Honda | 1:16,788               | 1:16,483               | 1:16,225               | 3       |
| 4                    | 11 | Sergio Pérez       | Red Bull Racing-Honda | 1:17,003               | 1:17,055               | 1:16,343               | 4       |
| 5                    | 10 | Pierre Gasly       | AlphaTauri-Honda      | 1:16,908               | 1:16,955               | 1:16,456               | 5       |
| 6                    | 55 | Carlos Sainz Jr.   | Ferrari               | 1:17,517               | 1:17,248               | 1:16,761               | 6       |
| 7                    | 3  | Daniel Ricciardo   | McLaren-Mercedes      | 1:17,719               | 1:17,092               | 1:16,763               | 7       |
| 8                    | 16 | Charles Leclerc    | Ferrari               | 1:16,748               | 1:17,034               | 1:16,837               | 8       |
| 9                    | 22 | Yūki Tsunoda       | AlphaTauri-Honda      | 1:17,330               | 1:16,701               | 1:17,158               | 17      |
| 10                   | 4  | Lando Norris       | McLaren-Mercedes      | 1:17,569               | 1:17,473               | 1:36,830               | 18      |
| 11                   | 5  | Sebastian Vettel   | Aston Martin-Mercedes | 1:17,502               | 1:17,746               |                        | 9       |
| 12                   | 7  | Kimi Räikkönen     | Alfa Romeo-Ferrari    | 1:17,606               | 1:17,958               |                        | 10      |
| 13                   | 63 | George Russell     | Williams-Mercedes     | 1:17,958               | 1:18,172               |                        | 16      |
| 14                   | 99 | Antonio Giovinazzi | Alfa Romeo-Ferrari    | 1:17,897               | 1:18,290               |                        | 11      |
| 15                   | 31 | Esteban Ocon       | Alpine-Renault        | 1:18,126               | 1:18,405               |                        | 19      |
| 16                   | 14 | Fernando Alonso    | Alpine-Renault        | 1:18,452               |                        |                        | 12      |
| 17                   | 6  | Nicholas Latifi    | Williams-Mercedes     | 1:18,756               |                        |                        | 13      |
| 18                   | 47 | Mick Schumacher    | Haas-Ferrari          | 1:18,858               |                        |                        | 14      |
| 19                   | 9  | Nikita Mazepin     | Haas-Ferrari          | 1:19,303               |                        |                        | 15      |
| 20                   | 18 | Lance Stroll       | Aston Martin-Mercedes | 1:20,873               |                        |                        | 20      |
| 107% czasu: 1:22,097 |    |                    |                       |                        |                        |                        |         |
| Źródło: FIA          |    |                    |                       |                        |                        |                        |         |

Uwagi
1. ↑  Yūki Tsunoda otrzymał karę cofnięcia na koniec stawki za wymianę elementów jednostki napędowej ponad regulaminowy limit[6].
2. ↑  Lando Norris otrzymał karę cofnięcia na koniec stawki za wymianę elementów jednostki napędowej ponad regulaminowy limit[7].
3. ↑  George Russell otrzymał karę cofnięcia o 5 pozycji za nieplanowaną zmianę skrzyni biegów[8].
4. ↑  Esteban Ocon otrzymał karę cofnięcia na koniec stawki za wymianę elementów jednostki napędowej ponad regulaminowy limit[9].
5. ↑  Lance Stroll otrzymał karę cofnięcia na koniec stawki za wymianę elementów jednostki napędowej ponad regulaminowy limit[10]. On także otrzymał karę cofnięcia o 5 pozycji za nieplanowaną zmianę skrzyni biegów[11].

### Wyścig
| P           | Nr | Kierowca           | Konstruktor           | Okr. | Czas         | Start | +/–       | Punkty |
| ----------- | -- | ------------------ | --------------------- | ---- | ------------ | ----- | --------- | ------ |
| 1           | 33 | Max Verstappen     | Red Bull Racing-Honda | 71   | 1:38:39,086  | 3     | 2         | 25     |
| 2           | 44 | Lewis Hamilton     | Mercedes              | 71   | +16,555      | 2     | Bez zmian | 18     |
| 3           | 11 | Sergio Pérez       | Red Bull Racing-Honda | 71   | +17,752      | 4     | 1         | 15     |
| 4           | 10 | Pierre Gasly       | AlphaTauri-Honda      | 71   | +1:03,845    | 5     | 1         | 12     |
| 5           | 16 | Charles Leclerc    | Ferrari               | 71   | +1:21,037    | 8     | 3         | 10     |
| 6           | 55 | Carlos Sainz Jr.   | Ferrari               | 70   | +1 okrążenie | 6     | Bez zmian | 8      |
| 7           | 5  | Sebastian Vettel   | Aston Martin-Mercedes | 70   | +1 okrążenie | 9     | 2         | 6      |
| 8           | 7  | Kimi Räikkönen     | Alfa Romeo-Ferrari    | 70   | +1 okrążenie | 10    | 2         | 4      |
| 9           | 14 | Fernando Alonso    | Alpine-Renault        | 70   | +1 okrążenie | 12    | 3         | 2      |
| 10          | 4  | Lando Norris       | McLaren-Mercedes      | 70   | +1 okrążenie | 18    | 8         | 1      |
| 11          | 99 | Antonio Giovinazzi | Alfa Romeo-Ferrari    | 70   | +1 okrążenie | 11    | Bez zmian |        |
| 12          | 3  | Daniel Ricciardo   | McLaren-Mercedes      | 70   | +1 okrążenie | 7     | 5         |        |
| 13          | 31 | Esteban Ocon       | Alpine-Renault        | 70   | +1 okrążenie | 19    | 6         |        |
| 14          | 18 | Lance Stroll       | Aston Martin-Mercedes | 69   | +2 okrążenia | 20    | 6         |        |
| 15          | 77 | Valtteri Bottas    | Mercedes              | 69   | +2 okrążenia | 1     | 14        | [ a ]  |
| 16          | 63 | George Russell     | Williams-Mercedes     | 69   | +2 okrążenia | 16    | Bez zmian |        |
| 17          | 6  | Nicholas Latifi    | Williams-Mercedes     | 69   | +2 okrążenia | 13    | 4         |        |
| 18          | 9  | Nikita Mazepin     | Haas-Ferrari          | 68   | +3 okrążenia | 15    | 3         |        |
| NS          | 47 | Mick Schumacher    | Haas-Ferrari          | 0    | NU (kolizja) | 14    |           |        |
| NS          | 22 | Yūki Tsunoda       | AlphaTauri-Honda      | 0    | NU (kolizja) | 17    |           |        |
| Źródło: FIA |    |                    |                       |      |              |       |           |        |

Uwagi
1. ↑  Dodatkowy 1 punkt jest przyznawany kierowcy, który ustanowił najszybsze okrążenie w wyścigu, pod warunkiem, że ukończył wyścig w pierwszej 10.

### Najszybsze okrążenie
| Nr          | Kierowca        | Konstruktor | Czas     | Okr. |
| ----------- | --------------- | ----------- | -------- | ---- |
| 77          | Valtteri Bottas | Mercedes    | 1:17,774 | 69   |
| Źródło: FIA |                 |             |          |      |

### Prowadzenie w wyścigu
| Nr                              | Kierowca       | Konstruktor | Okrążenia   | Suma |
| ------------------------------- | -------------- | ----------- | ----------- | ---- |
| 33                              | Max Verstappen | Red Bull    | 1–33, 40–71 | 65   |
| 11                              | Sergio Pérez   | Red Bull    | 34–39       | 6    |
| \| Wykres \| \| ------ \| \| \| |                |             |             |      |
| Źródło: FIA                     |                |             |             |      |
| Wykres                          |                |             |             |      |
|                                 |                |             |             |      |

## Klasyfikacja po wyścigu

### Kierowcy
Źródło: FIA
| P  | +/− | Kierowca           | Starty | Punkty | P1 | P2 | P3 | PP | NO | NS |
| -- | --- | ------------------ | ------ | ------ | -- | -- | -- | -- | -- | -- |
| 1  | 0   | Max Verstappen     | 18     | 312,5  | 9  | 5  | –  | 8  | 4  | 2  |
| 2  | 0   | Lewis Hamilton     | 18     | 293,5  | 5  | 8  | 1  | 3  | 5  | 1  |
| 3  | 0   | Valtteri Bottas    | 18     | 185    | 1  | 1  | 7  | 3  | 4  | 3  |
| 4  | 0   | Sergio Pérez       | 18     | 165    | 1  | –  | 4  | –  | 1  | 1  |
| 5  | 0   | Lando Norris       | 18     | 150    | –  | 1  | 3  | 1  | 1  | 1  |
| 6  | 0   | Charles Leclerc    | 18     | 138    | –  | 1  | –  | 2  | –  | 2  |
| 7  | 0   | Carlos Sainz Jr.   | 18     | 130,5  | –  | 1  | 2  | –  | –  | –  |
| 8  | 0   | Daniel Ricciardo   | 18     | 105    | 1  | –  | –  | –  | 1  | –  |
| 9  | 0   | Pierre Gasly       | 18     | 86     | –  | –  | 1  | –  | 1  | 3  |
| 10 | 0   | Fernando Alonso    | 18     | 60     | –  | –  | –  | –  | –  | 2  |
| 11 | 0   | Esteban Ocon       | 18     | 46     | 1  | –  | –  | –  | –  | 3  |
| 12 | 0   | Sebastian Vettel   | 18     | 42     | –  | 1  | –  | –  | –  | 2  |
| 13 | 0   | Lance Stroll       | 18     | 26     | –  | –  | –  | –  | –  | 2  |
| 14 | 0   | Yūki Tsunoda       | 18     | 20     | –  | –  | –  | –  | –  | 4  |
| 15 | 0   | George Russell     | 18     | 16     | –  | 1  | –  | –  | –  | 2  |
| 16 | +1  | Kimi Räikkönen     | 16     | 10     | –  | –  | –  | –  | –  | 1  |
| 17 | −1  | Nicholas Latifi    | 18     | 7      | –  | –  | –  | –  | –  | 1  |
| 18 | 0   | Antonio Giovinazzi | 18     | 1      | –  | –  | –  | –  | –  | –  |
| 19 | 0   | Mick Schumacher    | 18     | 0      | –  | –  | –  | –  | –  | 2  |
| 20 | 0   | Robert Kubica      | 2      | 0      | –  | –  | –  | –  | –  | –  |
| 21 | 0   | Nikita Mazepin     | 18     | 0      | –  | –  | –  | –  | –  | 4  |
| P  | +/− | Kierowca           | Starty | Punkty | P1 | P2 | P3 | PP | NO | NS |

### Konstruktorzy
Źródło: FIA
| P  | +/− | Konstruktor               | Starty | Punkty | P1 | P2 | P3 | PP | NO | NS |
| -- | --- | ------------------------- | ------ | ------ | -- | -- | -- | -- | -- | -- |
| 1  | 0   | Mercedes                  | 36     | 478,5  | 6  | 8  | 8  | 6  | 9  | 4  |
| 2  | 0   | Red Bull Racing-Honda     | 36     | 477,5  | 10 | 6  | 3  | 9  | 5  | 3  |
| 3  | +1  | Ferrari                   | 36     | 268,5  | –  | 2  | 2  | 2  | –  | 2  |
| 4  | −1  | McLaren-Mercedes          | 36     | 255    | 1  | 1  | 3  | 1  | 2  | 1  |
| 5  | 0   | Alpine-Renault            | 36     | 106    | 1  | –  | –  | –  | –  | 5  |
| 6  | 0   | Scuderia AlphaTauri-Honda | 36     | 106    | –  | –  | 1  | –  | 1  | 7  |
| 7  | 0   | Aston Martin-Mercedes     | 36     | 68     | –  | 1  | –  | –  | –  | 4  |
| 8  | 0   | Williams-Mercedes         | 36     | 23     | –  | 1  | –  | –  | –  | 3  |
| 9  | 0   | Alfa Romeo Racing-Ferrari | 36     | 11     | –  | –  | –  | –  | –  | 1  |
| 10 | 0   | Haas-Ferrari              | 36     | 0      | –  | –  | –  | –  | –  | 6  |
| P  | +/− | Konstruktor               | Starty | Punkty | P1 | P2 | P3 | PP | NO | NS |